# Kowal
Kowal é um município da Polônia, na voivodia da Cujávia-Pomerânia e no condado de Włocławek. Estende-se por uma área de 4,71 km², com 3 544 habitantes, segundo os censos de 2017, com uma densidade de 757,3 hab/km².